# Tellières-le-Plessis
 Tellières-le-Plessis  es una población y comuna francesa, situada en la región de Baja Normandía, departamento de Orne, en el distrito de Alençon y cantón de Courtomer.

## Demografía
| 104 | 73 | 66 | 55 | 42 | 45 |
| Para los censos de 1962 a 1999 la población legal corresponde a la población sin duplicidades (Fuente: INSEE [Consultar]) |    |    |    |    |    |